# Gran Premio Industria e Commercio di Prato 1974
Il Gran Premio Industria e Commercio di Prato 1974, ventinovesima edizione della corsa, si svolse il 21 settembre 1974 su un percorso di 236 km, con partenza e arrivo a Prato. Fu vinto dall'italiano Fabrizio Fabbri della Sammontana davanti ai suoi connazionali Tino Conti e Enrico Paolini.

## Ordine d'arrivo (Top 10)
| Pos. | Corridore             | Squadra            | Tempo    |
| ---- | --------------------- | ------------------ | -------- |
| 1    | Fabrizio Fabbri       | Sammontana         | 5h37'48" |
| 2    | Tino Conti            | Zonca              |          |
| 3    | Enrico Paolini        | Scic               |          |
| 4    | Roger De Vlaeminck    | Brooklyn           |          |
| 5    | Francesco Moser       | Filotex            |          |
| 6    | Ole Ritter            | Filotex            |          |
| 7    | Walter Riccomi        | Sammontana         |          |
| 8    | Enrico Maggioni       | Dreherforte        |          |
| 9    | Giacinto Santambrogio | Bianchi-Campagnolo |          |
| 10   | Marcello Bergamo      | Filotex            |          |